# Áreas protegidas de Brunéi

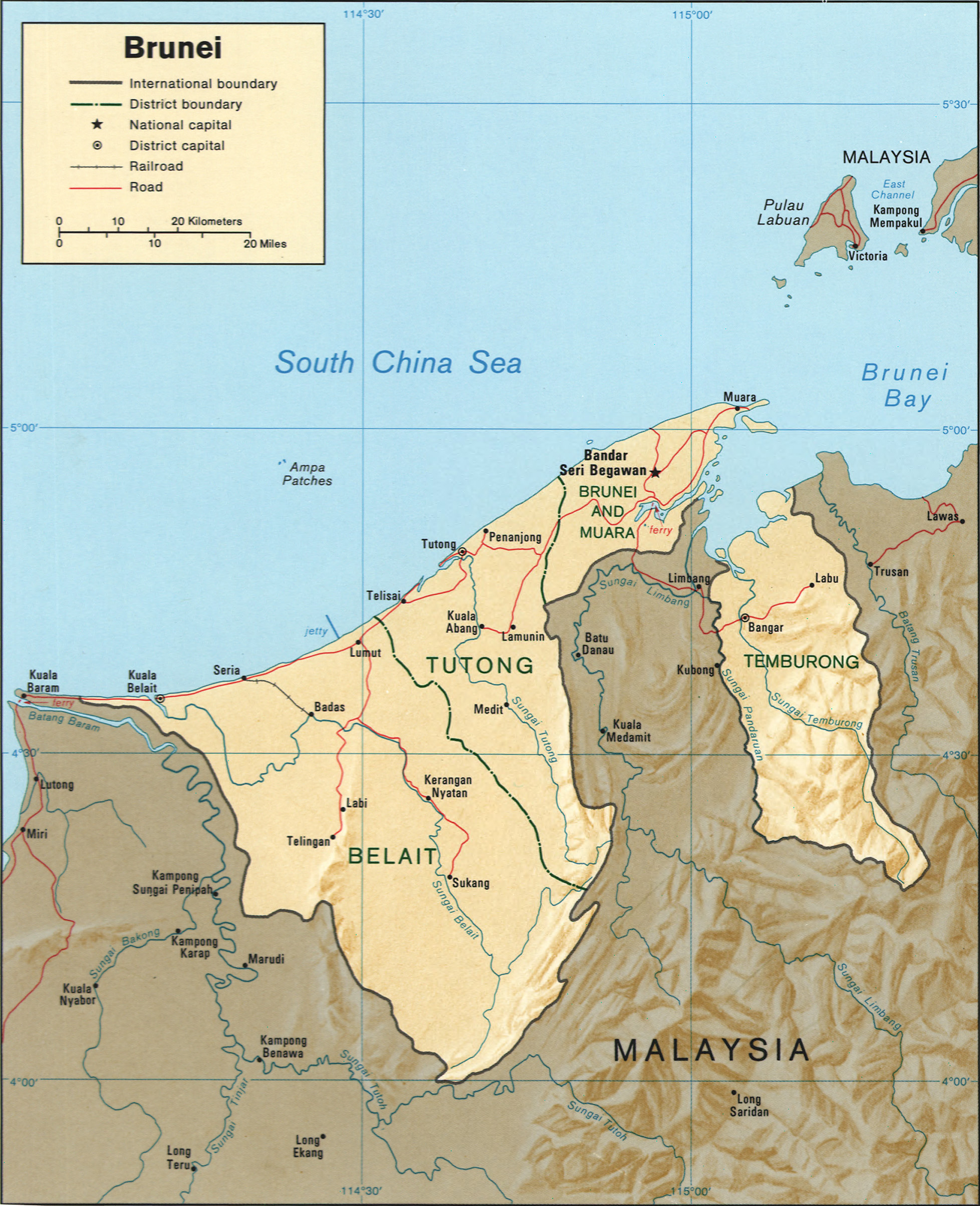
Mapa topográfico de Brunéi

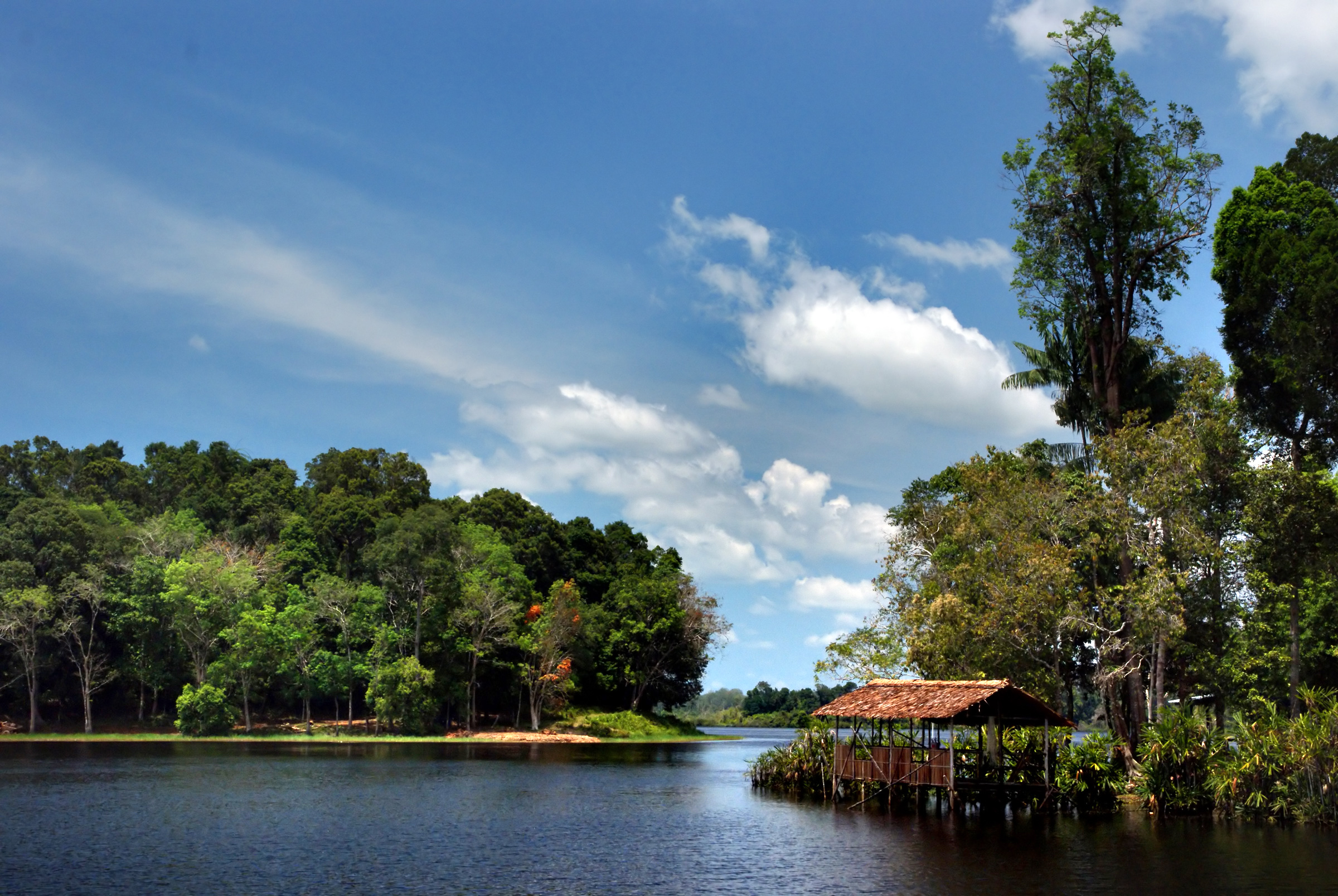
Parque nacional y patrimonio de Tasek Merimbun

En 2025, el IUCN considera que en Brunéi hay 39 áreas protegidas que cubren 2342 km², el 39,91% del territorio de 5868 km2, y 15 km² de áreas marinas, el 0,04% de los 43.037 km² que pertenecen al país. Se reparten entre 2 parques nacionales, uno de los cuales es además patrimonio de la ASEAN, 1 reserva natural, 34 reservas forestales y 2 santuarios de la naturaleza.
Brunéi Durussalam es un sultanato independiente en la costa noroeste de la isla de Borneo, en el sur del mar de la China, bordeado en su esquina nordeste por el estado malasio de Sarawak. Tres cuartas partes del país están cubiertas por bosques lluviosos tropicales, que incluyen bosques mixtos de Dipterocarpos, bosques pantanosos de turbera y manglares. Debido a que el país es rico en gas y petróleo, que contribuyen a la mayor parte del producto interior bruto, los bosques están un estado casi virgen.

## Parques nacionales

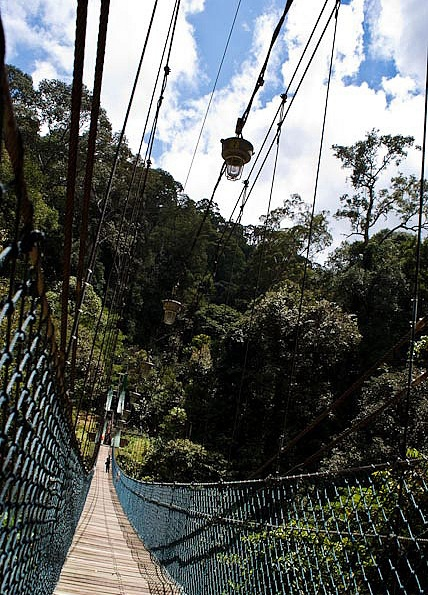
Puente colgante en Uru Tembulong

- Parque nacional de Ulu Temburong, 488,6 km².
- Tasek Merimbun, 78 km². En torno al lago natural más grande de Brunéi, a 70 km de la capital, nombrado parque nacional y parque patrimonio de la ASEAN (Asociación de Naciones del Sudeste Asiático). La razón de su nombramiento fue el descubrimiento en 1984 de un raro murciélago, el Megaerops wetmorei. Con una altitud de 88 m, tiene una longitud máxima de 500 m y forma de S, recibe a dos ríos, el Sungai Meluncur y el Sungai Bang Oncom, que fluye a través de un bosque sobre turba, y está rodeado por un parque de 7800 ha. Sus aguas tienen un color oscuro debido a los taninos de las hojas que caen al agua desde los árboles circundantes. Preparado para el turismo, se pueden visitar los dos islotes que hay en el lago. Hay bosques de dipterocarpos, bosques pantanosos y marismas cubiertas de hierba. Entre las aves, la cigüeña de Storm, y entre las demás especies, en el parque se pueden ver ocho tipos de buterótidos (cálaos), pantera nebulosa, loris perezosos, tarsios, oso malayo, argos real, gibón de Borneo, pigargo oriental y la ardilla voladora Petinomys vordermanni. En conjunto, se han catalogado 800 especies de plantas, 200 de aves, 181 de mariposas, 162 de hormigas, 83 de mamíferos, 58 de libélulas, 50 de peces de agua dulce, 31 de reptiles, 23 de anfibios y 14 de abejas.[3]

## Santuarios naturales
- Santuario natural de Pelong Rocks, o rocas de Pelong, 6 ha. Islote rocoso en la costa de Serasa de 2 ha y la zona marina adyacente con rocas emergentes.
- Santuario natural de Pulau Punyut, 27 ha o Pulau Pungit, toda vez que pulau en indonesio significa isla. Es una muy pequeña isla y el área marina que la rodea. Poca vegetación por la dureza del terreno.[4]

## Reservas forestales

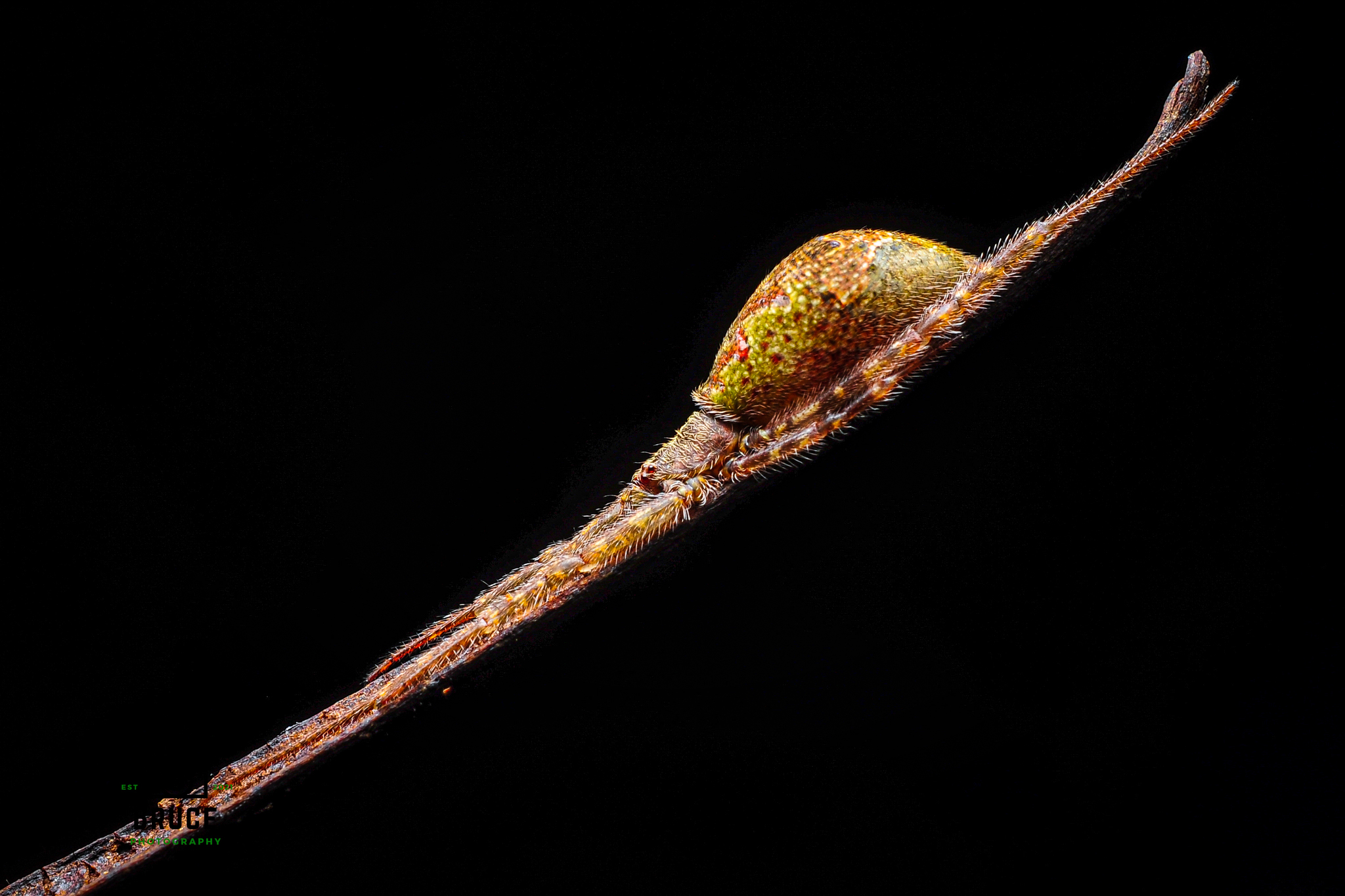
Brunepisinus selirong, un arácnido que solo se encuentra en Borneo y recibe el nombre de la isla de Selirong

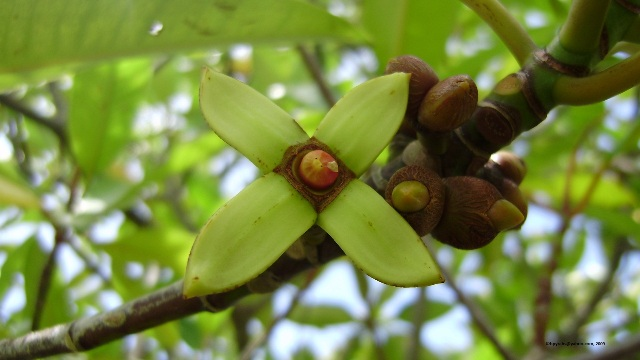
Flor del mangle Rhizophora apiculata.

### Clasificación de los bosques
- Bosques de protección, bosque primarios para preservar el suelo y el agua, prevenir la sequía, las inundaciones, y conservar la estabilidad ecológica.
- Bosques de producción son bosques naturales y de plantación para mantener la producción forestal del país.
- Bosques recreacionales se desarrollan para el turismo y el bienestar de la población.
- Bosques de conservación son bosques vírgenes para preservar la biodiversidad y con propósitos científicos y educacionales.
- Parques nacionales son bosques con características especiales, geológicas, topográficas y de interés especial. Algunos bosques, como Batu Poi, un mukim en el distrito de Temburong, tenga una zona de producción y otra de conservación entre las zonas protegidas.

### Tipos de bosques
- En Brunéi, los bosques tropicales de mata baja se conocen como kerangas, que quiere decir 'tierra donde no crece el arroz'. Suelen darse en suelos arenosos ácidos producidos por rocas silíceas, que tienen pocos nutrientes, generalmente escasez de nitrógeno, que impide que crezca la vegetación. Suelen darse en terrazas del Pleistoceno y el Cuaternario, y en las laderas empinadas de la formación Belait.[5] En el piso del bosque se dan las mirmecófitas, (pantas asociadas a las hormigas). Hay unos 30 km2 en Brunéi de este tipo de bosque, en la zona costera o en zonas arenosas llanas del interior.[6]

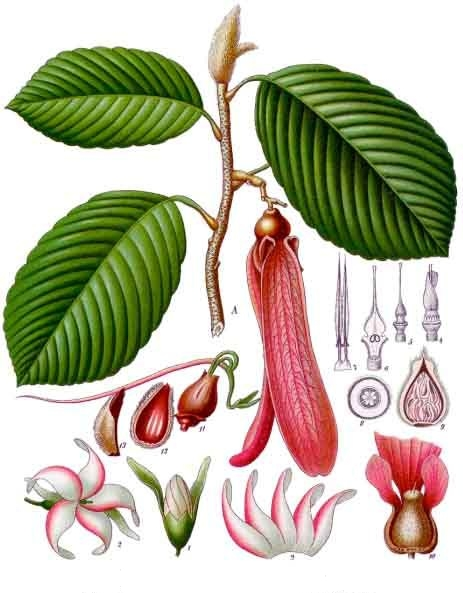
Planta tipo de Dipterocarpus, la especie dominante en los bosques de Brunéi. En el dibujo, Dipterocarpus retusus.

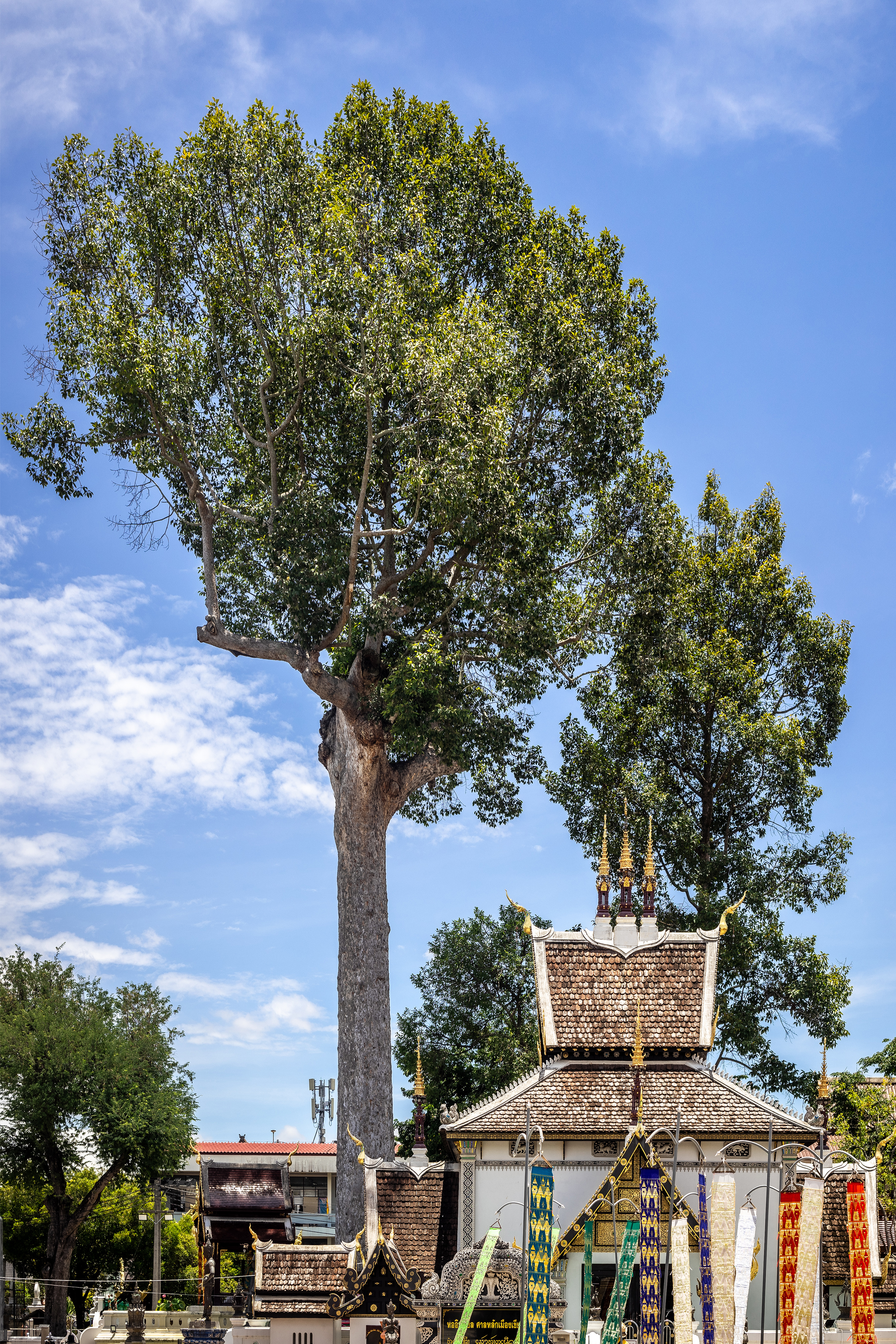
Dipterocarpus alatus una de las 65 especies del género, crece de 30 a 60 metros.

- El bosque dominante en Brunéi es del mixto de Dipterocarpos, que ocupa el 41 % de todos los bosques del país. Se da a partir de los 300 m de altitud y en colinas de 750-1200 m. El bosque tipo se dan en las zonas bajas de las colinas Labi, Ladan, la reserva Andulau y los bosques de Temburong. En las sierras de Retak y Tudal, en el distrito de Temburong, a unos 800 m de altura, se da el bosque de colina, con árboles de tamaño medio de los que sobresalen los dipterocarpos. Son frecuentes Shorea flaviflora y Shorea faguetiana en las laderas. Entre los no diptericarpos, Koompassia malaccensis (kempas), Alseodaphne bancana (medang sisik) y Gluta macrocarpa (rengas), que no se dan en las zonas bajas.[7]

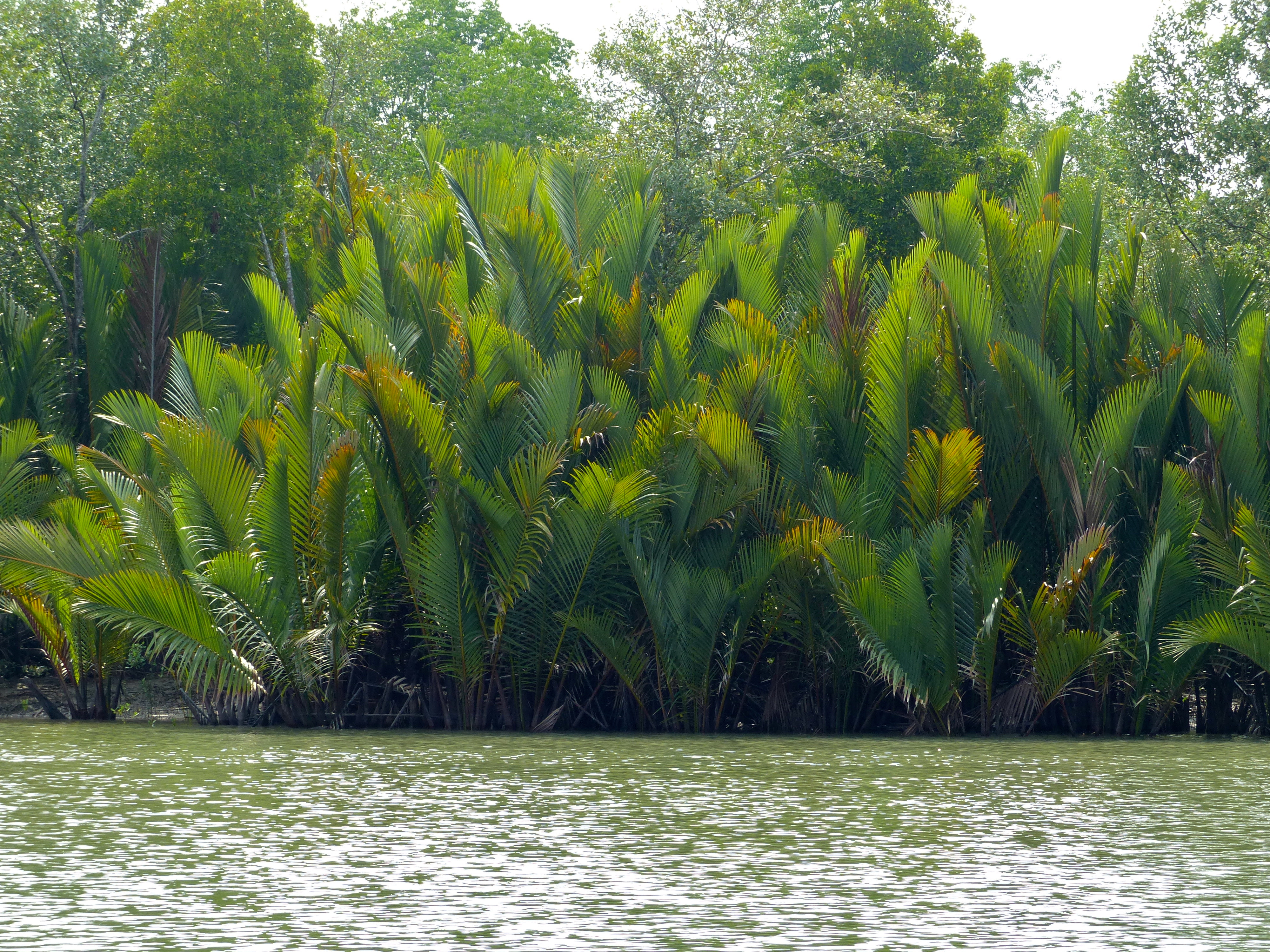
palmera nypa en los manglares de Sarawak.

- Los manglares se dan en la costa o a orillas de los ríos. Se estima que cubren 184,18 km2 en Brunei, sobre todo en la zona interior de la bahía de Brunéi. Según el tipo de árbol dominante se clasifican en bakau, dominado por Rhizophora apiculata, que ocupa casi la mitad de los bosques de manglares en Temburong. En zonas menos inundadas se combina con bosques de Nyireh Bunga, Xylocarpus granatum, que aparece en solitario en lugares de  la isla de Selirong y en las Reservas forestales de Labu. Los bosques de linggadai, están dominados por Bruguiera, abundante en Temburong. Los bosques de nipah, Nypa fruticans, crecen en las riberas. Los bosques de nipah-dungun consisten en plameras de nipah y dungun, Heritiera globosa, en los ríos de Labu y en zonas con influencia salina en Temburong. El bosque pedada contiene pequeñas matas de Sonneratia caseolaris, preeminente en Kuala Labu y Temburong, en franjas. Por último, el bosque de nibong posee la palmera con espinas Oncosperma tigillarium, una especie marginal en las zonas más elevadas de los manglares.[8]

- Los bosques montanos se dan a partir de los 750 m de altitud. También se puede llamar bosque neblinoso por sus características, con las ramas y el tronco cubiertos de musgo, hepáticas y líquenes. Las hojas se descomponen lentamente en el suelo debido a las bajas temperaturas y el crecimiento de los árboles es lento. Solo hay bosques montanos en Temburong. Entre los distintos tipos hay bosque mixto, entre 910 y 1280 m. Los suelos son arenosos y arcillosos. Árboles de tamaño medio, dipterocarpos, litocarpos y Quercus. En otros lugares domina Agathis endertii o Shorea coriacea. Por encima, hay bosques de Quercus y, en lo más alto un mix de Rhododendron.

- En las playas hay bosques con especies como Casuarina equisetifolia, Hibiscus tiliaceus, Pouteria obovata y Barringtonia asiatica.

- Los bosques pantanosos son el segundo tipo de bosques de Brunéi. Cubren 908 km2, el 15,6% del país. Se encuentran entre los manglares y el límite de las mareas marinas. Son especies que no toleran tanto el aguaq salada. Entre las especies, Rhizophora apiculata (bakau minyak) y Bruguiera gymnorhiza (lingadai), entre otras, como las palmas Cyrtostachys renda y Licuala spinosa. Otros tipos de bosque pantanoso están dominados por Gonystylus bancanus y Alstonia pneumatophora, otros por Dactylocladus stenostachya, Campnosperma coriaceum, Shorea albida, Combretocarpus rotundatus, etc.

### Reservas

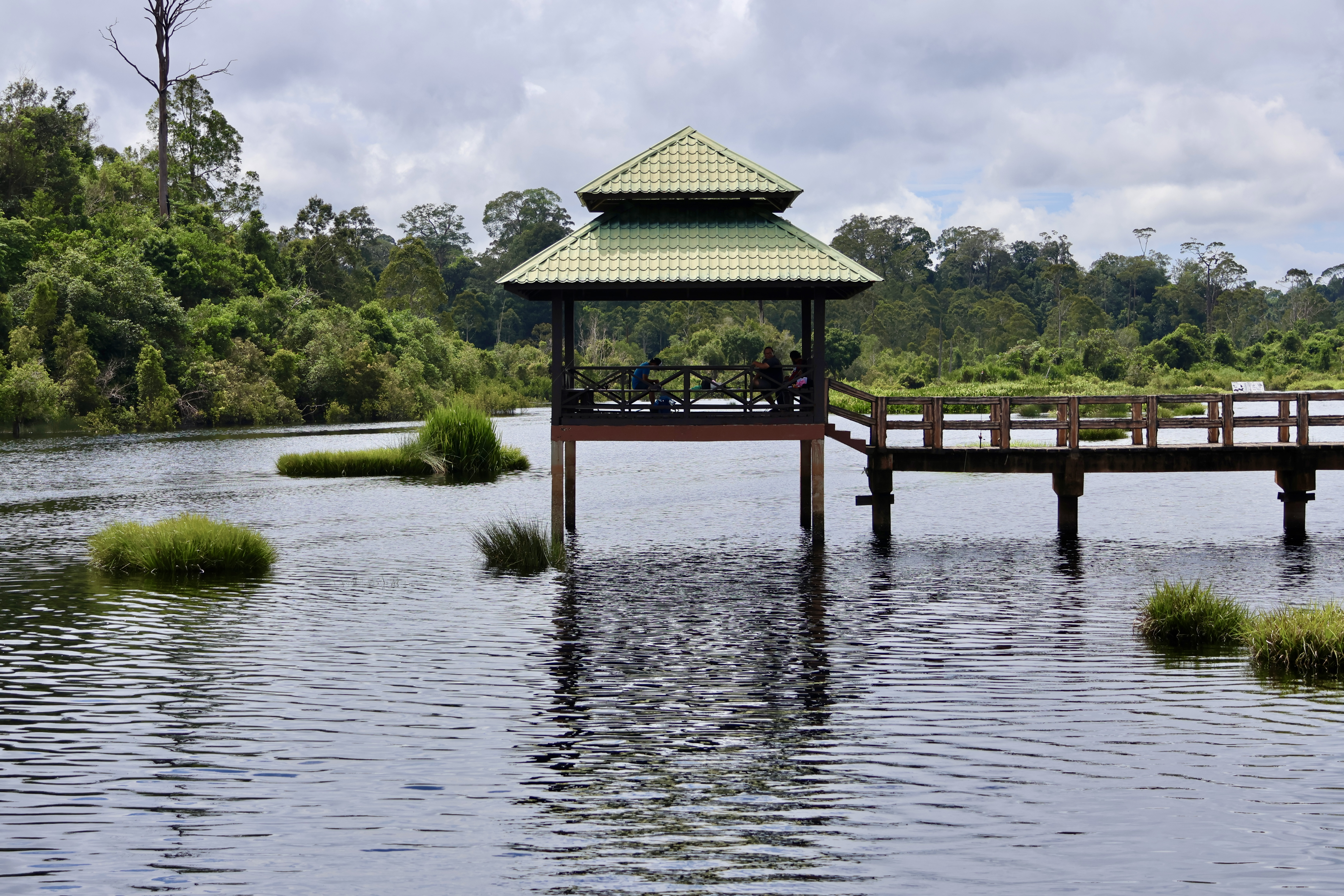
Glorieta en el Parque recreativo de Luagan Lalak, en las colinas Labi.

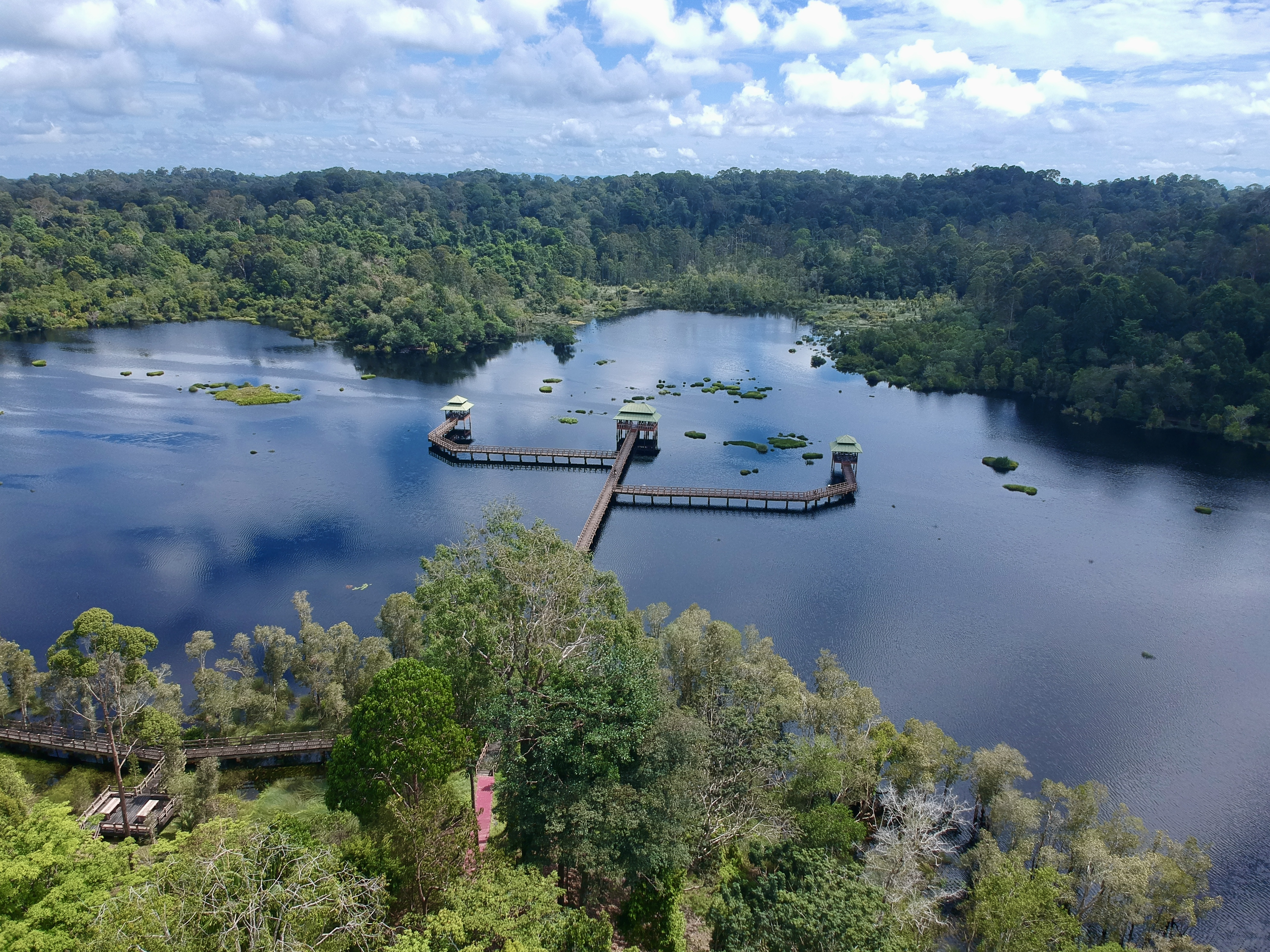
Lago Lalak en el Parque recreativo de Luaqan Lalak.

Bukit significa colina o monte en indonesio, de forma que todos los lugares que reciben ese nombre se hallan en lugares ondulados, del mismo modo que pulau significa isla. Labi indica una zona ondulada con selvas en una zona poco poblada y suele referirse a una división administrativa. Belait es uno de los cuatro distritos de Brunéi, tiene 2727 km2 e importantes yacimientos de petróleo y gas natural, así como zonas protegidas.
- Isla de Selirong (bosque de producción). También conocida como isla Mosquito. Manglares prístinos en el Parque bosque recreativo de Selirong, una isla de 25,66 km2 en el estuario del río Temburong, en el distrito de Temburong. La especie más común, Rhizophora apiculata, alcanza los 5-7 m de altura y 10 cm de diámetro en el continente, sin embargo, en la isla alcanza los 30 m de altura con diámetros de 50-60 cm. Es un enclave turístico.[9]

- Reserva forestal de Anduki (conservación), 9,16 km2 en 4°37'59"N,114°22'59"E. En el distrito de Belait.[10]

- Reserva forestal de Badas (conservación), 76 ha. En 2021, para evitar una mayor degradación, se plantaron 200 plantones de Shorea albida, una especie de Dipterocarpácea, en un proyecto de rehabilitación gestionado por varios organismos: el Institute for Biodiversity Research (IBER), el Singapore-MIT Alliance for Research and Technology (SMART), el Brunei Forestry Department, Brunei Shell Petroleum (BSP) y Wetlands International. Se trata de restaurar la mayor turbera de Brunéi, el Badas Peat Dome.[11] El Badas Peat Swamp (pantano turbera de Badas) cubre el 16 % de Brunéi. Conectado con la cuenca del río Baram de Sarawak, se considera uno de los mejor conservados y menos explorados de Borneo. En Brunéi, se encuentra en el distrito de Belait, en las zonas bajas de la cuenca del río Belait, al noroeste del país. Las lluvias superan los 2300 mm anuales, con dos periodos seco de octubre a enero y de mayo a junio.

- Ulu Badas (conservación), 4,43 km². Reserva forestal de conservación en el distrito de Belait. Al este de la Reserva forestal de Badas.[12]

- Parque recreativo de Berakas, 3,48 km2. Bosque de tipo keranga, tropical de mata baja, que ha sufrido diversos incendios que han dado lugar a especies únicas, como la Causarina sp, Endospermum sp. y Tristania sp. También se encuentran Acacia mangium y Dryobalanops sp. Se encuentra junto al mar, a 18 km de la capital.[13]

- Labu (producción), 143,5 km2
- Peradayan (recreacional), 10 km2

- Reserva forestal de las colinas Ladan, o Ladan Hills (producción), 113,6 km2. En la parte central del país, a 50 km al sudeste de la capital. Zona boscosa de Dipterocarpus poco poblada, de clima tropical monzónico con más de 3000 mm de precipitación anual.

- Parque recreativo de Sungai Liang, 66 ha. En el sur de Brunéi, en el distrito de Belait, cerca de Sarawak. Bosque virgen a 70 km de la capital. Aquí se halla el Brunei Forestry Centre.

- Andulau (conservación), 7,46 km2

- Bukit Sawat (conservación), 4,86 km2. Al este del distrito de Belait. Se encuentra aquí el Parque recreativo de Sungai Mau.[14]

- Keluyoh (conservación), 77 ha
- Reserva forestal de Labi (conservación Sungai Ingei), 375,2 km2.
- Ulu Mendaram (conservación), 61,7 km2

- Colinas Ladan (protección, en la zona de captación de Benutan), 29,32 km2. Las colinas Ladan se extienden por el sur y el este de la parte occidental de Brunéi, en el Tutong. En esta zona, se encuentra el embalse de Benutan, en el río Benutan, construido en 1988 para suministrar agua a la capital, Bandar Seri Begawan. La presa tiene 22 m de altura y su capacidad es de 45 millones de m3. La zona protegida se encuentra por encima, en la cuenca alta del río.

- Reserva forestal de las colinas Ladan, 76,33 km2 (protección), en torno a Bukit Bedwan, una colina al este del distrito de Tutong, con una altura de 529 m, cerca de la frontera con Sarawak, y una prominencia de 432 m.

- Colinas Ladan (zona productiva y no productiva), 5,58 km2

- Colinas Labi (protección Bukit Batu Patam), 9,21 km2. Baku Patam es una colina al sur de Brunéi que tiene una altura de 265 m con una elevación sobre el entorno de 147 m, muy cerca de la frontera con Sarawak.[15]

- Colinas Labi (protección  Bukit Ulu Tutong), 2,51 km2. Las colinas Labi se encuentran al sur de las colinas Ladan, en el distrito de Belait, en la frontera con Sarawak. Ulu Tutong es una colina de 303 m de altura con una prominencia de 58 m, en 4°15'56"N, 114°48'59"E. Al norte, ya en el distrito de Tutong y en las colinas de Lada, se encuentra el embalse de Ulu Tutong, en funcionamiento desde 2017, con una presa de 44 m y una capacidad de 100 millones de m3 (100 hm3). Toda la zona está cubierta de bosques de dipterocarpos.

- Parque recreativo de Luagan Lalak en las colinas Labi, 2,75 km2.[16] Bosque protegido en Mukim Labi, en el distrito de Belait. El parque se crea en 1980 a 100 km de la capital sobre una zona aluvial pantanosa, en torno a un lago notable por sus aguas negras y extensos campos de Lepironia articulata (junco gris), una herbácea de tallo triangular y flores pequeñas. El parque posee tres glorietas, un puente de madera de 200 m, senderos y barbacoas. Hay pangolines, monos y tarseros, y es un lugar muy atractivo por las aves, entre ellas, la pita granate, la cigüeña de Storm, el gimnocéfalo, el cálao rinoceronte, el picatroncos pizarroso, el malcoha piquirrojo, el martín pescador común, el búho pescador malayo, el picaflores culigualdo, etc.[17]

- Colinas Labi (sin producción), 4,4 km2
- Bukit Biang (conservación), 27,3 km2
- Reserva natural de Pulau Siarau (isla de Siarau), 4,88 km2
- Colinas Subok (recreación), 15 ha
- Parque recreativo de Bukit Shahbandar, 3,84 km2. Distrito de Brunéi y Muara.
- Reserva forestal de Bukit Teraja en las colinas Labi, 68,25 km2, en las tierras bajas de interior de Brunéi, al oeste de la Reserva forestal de Labi y la localidad de Teraja, cerca de la frontera con Malasia.
- Arboretum, 2 km2, en la costa central
- Berakas (conservación)

- Reserva forestal de Batu Apoi (producción, extensión), 208-500 km2. Alberga el Parque nacional de Ulu Temburong, con el cual coincide prácticamente. La reserva está por encima de la boca (kuala) del río Belalong, en la mitad sur del distrito de Temburong. En las tierras bajas hay bosques mixtos de dipterocarpos. Los bosques de montaña se encuentran en torno a Bukit Belalong, de 913 m, en el centro. El agreste paisaje va desde los 50 m de las tierras bajas a los 1700 m de Bukit Pagon, en el extremo sur. Las lluvias oscilan entre los 2500 y los 4000 mm, repartidas todo el año.[18]

- Extensión Batu Apoi (conservación), 26,44 km2.
- Turberas pantanosas de Belait (conservación), 15 km2
- Turbera de Belait (producción), 77,4 km2
- Turbera de Belait (no producción)  462,57 km2

## Áreas de importancia para las aves

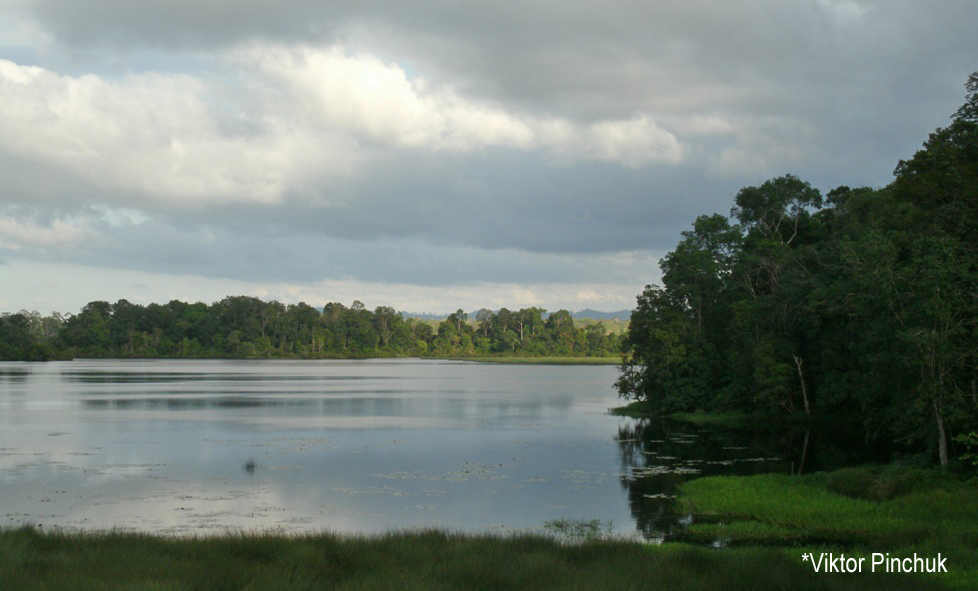
Tasek Merimbun

Río Brunéi y bahía de Brunéi

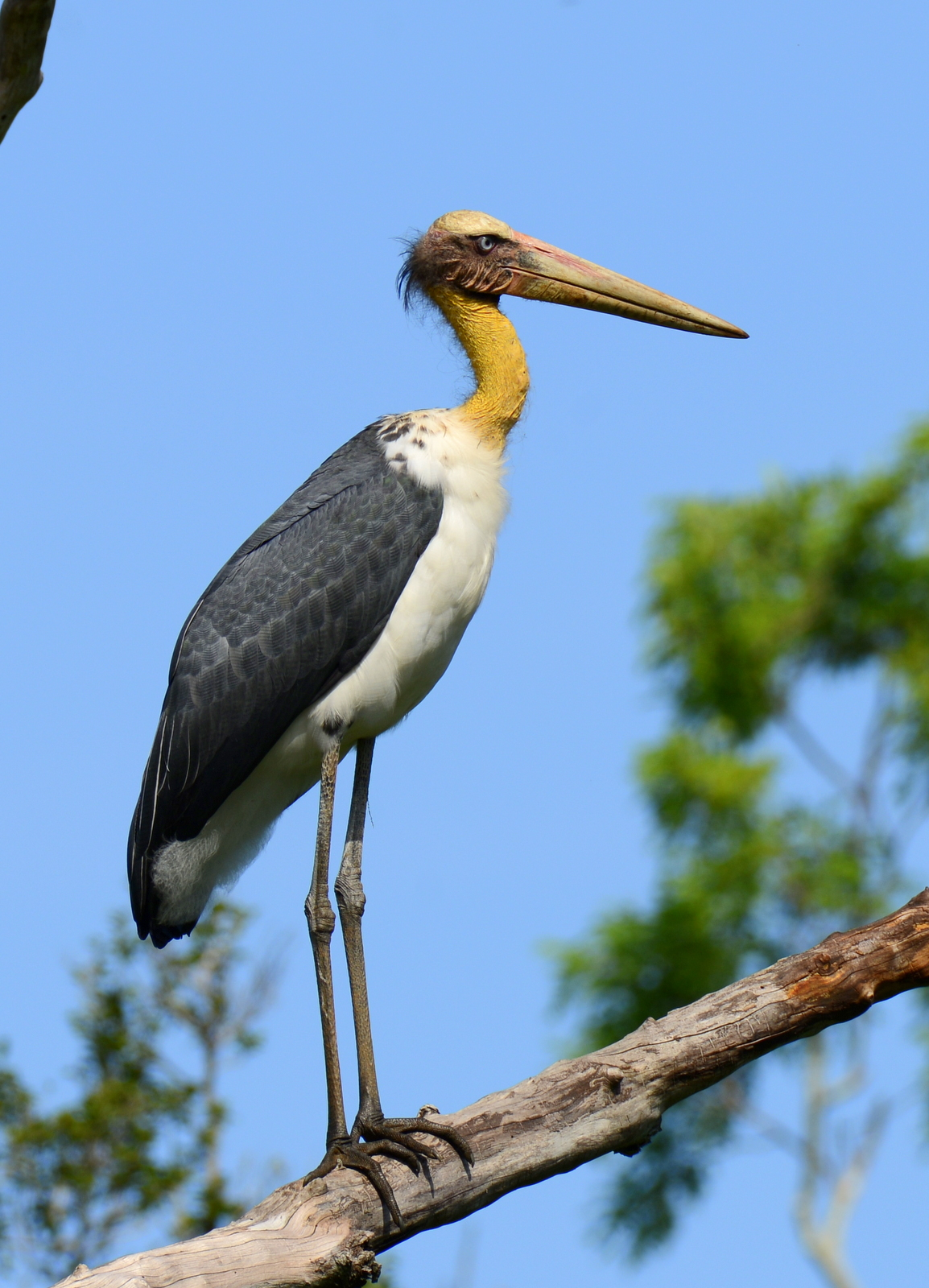
Marabú menor, un habitual de las zonas protegidas de Brunéi

En Brunéi hay 7 áreas de importancia para las Aves (IBAs), de las que 4 son por las especies migratorias. Cubren un total de 1771 km2, un 35 por ciento del país. Se han registrado 415 especies de aves, de las que 324 son terrestres, 85 son acuáticas, 16, marinas y 140 son migratorias. De estas, 44 son consideras especies amenazadas.

#### IBAs
- Costa de Seria, 50 km2, zona terrestre y marina. En 4°37'12"N y 114°19'12"E. A lo largo de la costa de la parte occidental de Brunéi, en torno a la localidad de Seria, en el distrito de Belait. Hay 7 especies de interés, entre ellas, el águila-azor de Wallace, la dúcula gris y el marabú menor.[20]

- Ulu Temburong, 700 km2, protegido el 64,5 %, en 4°27'00"N y 115°13'48"E. Incluye el parque nacional del mismo nombre. Bosque de dipterocarpos, bosque montano y submontano y vegetación propia de escarpes. Entre las aves, marabú menor, vinago cabecirrufo, martín pescador bandeado, etc.[21]

- Tasek Merimbun, 78 km2, en 4°36'00"N y 114°40'48"E. Es parque patrimonio (Heritage Park) por ASEAN, el mayor santuario de vida salvaje de Brunéi. Recibe el nombre por el lago Tasek Merimbun, el mayor de Brunéi, a 70 km de la capital, Bandar Seri Begawan. Entre las aves, destaca la cigüeña de Storm.[22]

- Sur de las colinas Ladan, 250 km2, protegido un 73,6%, en 4°13'48"N y 114°48'00"E. Comprende una franja de bosques en el interior de los distritos de Belait y Tutong, en el noroeste de Borneo, entre 100 y 300 m de altitud, contiene bosque mixto de dipterocarpos, bosque montano bajo, bosque y matorral de Sundalandia,[23] y terreno cárstico. Se alarga sobre la frontera con el estado malayo de Sarawak y es contiguo a los parques nacionales de Gunung Buda y Gunung Mulu.[24]

- Wasan, 10 km2, en 4°46'48"N y 114°49'12"E. Es el entorno de un municipio llamado Kampong Wasan, en el sudoeste del Distrito de Brunéi y Muara, el más pequeño de Brunéi (571 km2), cuya capital es Bandar Seri Begawan, capital del país. Wasan, en el interior, tiene unos 500 habitantes y un proyecto de plantación de arroz. En los arrozales y marismas se encuentran aves migratorias como ánades, currucas, lavanderas, aguiluchos, etc, y tres aves significativas, el marabú menor, la garceta china y el andarríos grande, que hacen a la zona merecedora de ser un área de importancia para las aves.[25]

- Bahía de Brunéi, 80 km2, en 4°54'00"N y 115°09'00"E. En la costa noroeste de Borneo, en Brunéi y Malasia, al este de Bandar Seri Begawan, capital de Brunéi. está frente al distrito aislado de Temburong, de Brunéi, separado del resto del país por el estado malayo de Sarawak, que rodea la bahía. Posee llanuras de marea y llanuras arenosas, lechos de praderas marinas, arrecifes de coral, manglares, bosquetes de playa e islotes arenosos. Entre las aves, el chotacabras de Bonaparte, el marabú menor, la cigüeña de Storm, la garceta china, el chorlitejo mongol grande, el archibebe moteado y el charrán rosado. Entre las aves, el faisán colicanelo, el vinago grande, el cucal de Strickland, la cigüeña de Storm y el águila-azor de Wallace, entre otros.

- Bosque pantanoso de Belait, 250 km2, protegido el 10,8%, en 4°24'00"N y 114°25'12"E. En el distrito de Belait, en el noroeste de Borneo. En el área hay manglares, bosque mixto de dipterocarpos y bosque tropical cálido. Alberga especies amenazadas como la perdiz negra, el faisán colicanelo, el vinago grande, la cigüeña de Storm, el águila-azor de Wallace, el cálao arrugado, el martín pescador bandeado, etc.[26]